# Kanton Chaville
Kanton Chaville is een voormalig  kanton van het Franse departement Hauts-de-Seine. Kanton Chaville maakte deel uit van het arrondissement Boulogne-Billancourt en telde 39.041 inwoners (1999).
Het werd opgeheven bij decreet van 24 februari 2014, met uitwerking in maart 2015

## Gemeenten
Het kanton Chaville omvatte de volgende gemeenten:
- Chaville (hoofdplaats)
- Marnes-la-Coquette
- Vaucresson
- Ville-d'Avray